# Cryptocyclops nyasae
Cryptocyclops nyasae – gatunek widłonoga z rodziny Cyclopidae. Jako pierwszy opisał go w 1957 roku brytyjski biolog Geoffrey Fryer, nadając mu nazwę Microcyclops nyasae.